# ラーマチャンドラ・パント・アマーティヤ

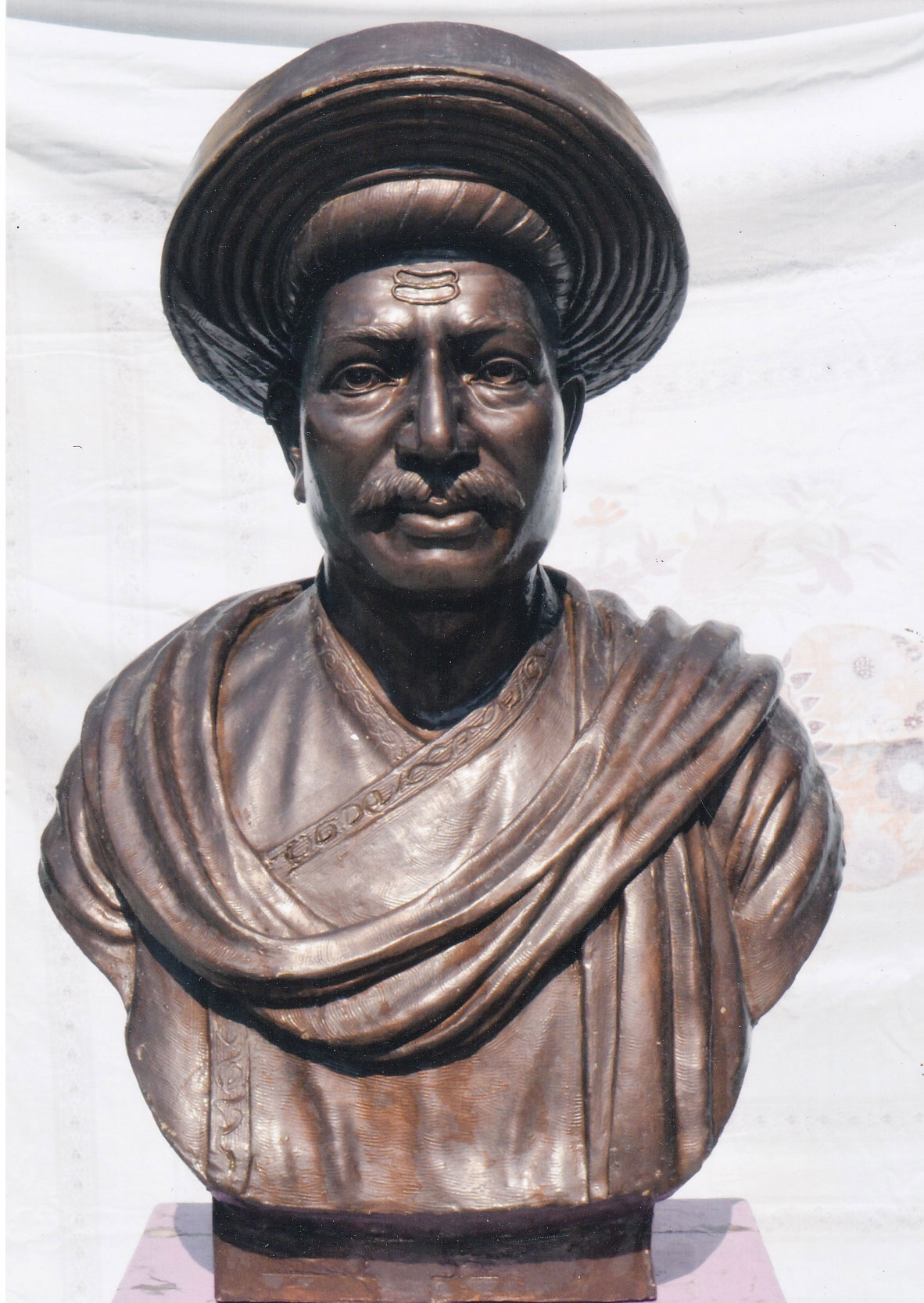
ラーマチャンドラ・パント・アマーティヤ

ラーマチャンドラ・パント・アマーティヤ（マラーティー語：रामचंद्रपंत अमात्य, Ramachandra Pant Amatya, 1650年頃 - 1716年）は、インドのデカン地方、マラーター王国の政治家。財務大臣（アマーティヤ）であり宰相（ペーシュワー）でもあった。

## 生涯
1650年頃、ラーマチャンドラ・パントはバラモンの家系に生まれた。
1672年以降、マラーターの指導者シヴァージーに仕え、1674年にマラーター王国が建国されると、財務大臣（アマーティヤ）に任命された。
1689年、マラーター王サンバージーがムガル帝国の皇帝アウラングゼーブ殺害されると、新たにマラーター王となったラージャーラームはシェンジ（ジンジー）に逃げ、その地を王都とした。だが、シャンカラージー・ナーラーヤン・サチーヴはラーマチャンドラ・パントとともにマハーラーシュトラに残り、西ガート山中の城を拠点に残された領土の行政にあたった。
また、サンバージーとともに宰相も殺害されたため、同年にラーマチャンドラ・パントは宰相（ペーシュワー）に任命され、1708年に退任するまでその地位にあった。
1716年、ラーマチャンドラ・パントは死亡した。